# 柳津パーク
柳津パーク（やないづパーク）は、かつて岐阜県羽島郡柳津町梅松（現：岐阜市）にあった娯楽施設である。

## 概要
1996年8月3日開業。南隣でパチンコ店を経営する「木村」が地域活性化のためにと開業の3年前から計画していたもので、木村は開業に向けて新会社を設立ののち、12億円を投資して開業にこぎつけた。当初は観覧車と売店のみの構成であった。観覧車は高さ53mで、派手な電飾が施されており、深夜0時まで営業していることもあってカップルの人気を集めた。
しかし、立地条件の問題などで利用客は年々減少し、2000年3月から休業したのち、5月末に閉鎖された。施設は開業以降拡充されており、閉鎖時点では観覧車のほかにメリーゴーラウンドやアーケード施設などもあったが、当初から計画のあったジェットコースターは結局実現しなかった。後にパチンコ店も閉店、更地化し分譲住宅地となり面影も全く無い。
観覧車は岐阜県本巣市のリバーサイドモールに移転されたが2012年に撤去後、フィリピンのパンパンガ州・サンフェルナンドにあるショッピングセンターに譲渡されて「Pampanga Eye」の名称で稼働している。高さは50mから65mに変更されフィリピンの中で一番高い観覧車となった。